# Salustiano Sánchez
Salustiano Sánchez Blázquez, född 8 juni 1901 i El Tejado, Spanien, död 13 september 2013 i Grand Island, New York, var en spansk-kubansk-amerikansk man som vid sin död var världens äldsta levande man, den 31:a fullt verifierade mannen samt den 5:e yngsta av hittills endast 38 fullt verifierade män som levt till minst 112 års ålder.

## Biografi
Sanchez föddes i El Tejado, Spanien, den 8 juni 1901 som son till Baldomera Blázquez och Serafin Sanchez. Han spelade dulzaina under fester och bröllop för att tjäna pengar. Han gick i skolan till 10 års ålder då han började med självläring. Vid 17 års ålder emigrerade han med sin bror Pedro och några vänner till Kuba där han arbetade som sockerrörsodlare. I augusti 1920 emigrerade han från Kuba till USA där han arbetade i en kolgruva. 1934 gifte han sig med Pearl Emilie Chiasera, som avled 1988, och fick sonen John och dottern Irene. Sanchez hade också 7 barnbarn, 15 barnbarnsbarn och 5 barnbarnsbarnbarn.
Efter hustruns död 1988 bodde Sanchez med sin dotter Irene fram till 2007 då han flyttade till ett äldreboende i Grand Island, New York. Enligt honom var orsaken till hans långa liv att han ätit en banan och tagit sex Anacintabletter om dagen.
Den 25 juli 2013 bekräftades Sánchez vara världens äldsta levande man sedan japanen Jiroemon Kimuras död den 11 juni (12 juni japansk tid) samma år samt USA:s äldsta levande man sedan Shelby Harris död 25 juli året innan. Innan dess antogs den äldsta levande mannen ha varit kanadens-amerikanen James McCoubrey (som avled 5 juli) följd av japanen Jokichi Ikarashi (som avled 23 juli) och italienaren Arturo Licata, den sistnämnda blev dock den äldsta mannen den 13 september 2013, då Sanchez avled 112 år och 97 dagar gammal. USA:s äldsta levande man blev då Alexander Imich, som även blev världens äldsta levande man efter Licatas död 24 april 2014.